# 武汉轨道交通1号线二期工程车辆
武汉轨道交通1号线二期工程车辆是武汉地铁为配合武汉轨道交通1号线二期工程开通而订购的车辆。

## 概述
1号线共配有4种车辆，其中只有二期工程车辆由中车株机制造。
武汉轨道交通1号线二期工程车辆是南车株机公司根据武汉地铁集团有限公司合同要求，自主研发生产、适应于80 km/h速度等级、第三轨受流的B型车。该车主要技术特点：采用铝合金中空挤压型材、整体承载全焊接结构车体，中空铝型材内装降噪、隔热材料；运用模块化、轻量化设计理念；无摇枕转向架带抗侧滚扭杆，采用降噪阻尼环及降噪车轮；客室采用电动塞拉门，司机室采用手动塞拉门，采用窗带式侧窗；列车头部采用玻璃钢流线造型；电气牵引系统采用VVVF牵引控制，具备自动驾驶及无人驾驶功能；配列车广播、动态地图、视频监视、媒体播放及无线电通信系统；每车配有2x40 kW空调机组；内宽1300 mm贯通道；车头前端设置防爬器。